# Arabis hirsuta
Arabis hirsuta là một loài thực vật có hoa trong họ Cải. Loài này được (L.) Scop. mô tả khoa học đầu tiên năm 1772.